# Klasztor Mater Ecclesiae
Klasztor Mater Ecclesiae (z łac. Klasztor Matki Kościoła) – rzymskokatolicki żeński klasztor klauzurowy znajdujący się w Watykanie na terenie Ogrodów Watykańskich. Od 2 maja 2013 do jego śmierci 31 grudnia 2022 był rezydencją emerytowanego papieża Benedykta XVI.

## Historia

### Przed powstaniem klasztoru
Budynek klasztoru przylega do części zachowanego fragmentu murów obronnych, którymi papież Leon IV kazał otoczyć bazylikę św. Piotra. Pochodząca z czasów średniowiecza wieża została przebudowana przez papieża Leona XIII na jego letnią rezydencję i nazwana jego imieniem. Podczas przebudowy dobudowano również budynki dla służby i gwardii papieskiej w tym dzisiejszy klasztor Mater Ecclesiae.

### Historia klasztoru
Jan Paweł II pragnął sprowadzić do Watykanu wspólnotę sióstr klauzurowych, aby wspierały one modlitwą papieża i Stolicę Apostolską. Poprosił Konsultę Żeńskich Zgromadzeń Klauzurowych o stworzenie na terenie Watykanu wspólnoty kontemplacyjnej. Na siedzibę nowego klasztoru wybrano budynek przy wieży Leona XIII, który dawniej służył żandarmerii watykańskiej, a następnie znajdowały w nim się mieszkania dla pracowników Watykanu. W latach 1992–1994 budynek poddano remontowi oraz dobudowano kaplicę i chór dla zakonnic.
13 maja 1994, w trzynastą rocznicę zamachu na Jana Pawła II, klasztor rozpoczął działalność. Postanowiono, że zakonnice mieszkające w klasztorze będą się zmieniać co 5 lat. W 2009 okres ten, ze względu na duże zainteresowanie wśród zgromadzeń, zmniejszono do 3 lat. W klasztorze mieszkały:
- klaryski (1994–1999)
- karmelitanki bose (1999–2004)
- benedyktynki (2004–2009)
- wizytki (2009–2012)[1][3].

W listopadzie 2012 ponownie rozpoczęto remont klasztoru.
2 maja 2013 klasztor został rezydencją emerytowanego papieża Benedykta XVI, który zapowiedział, że resztę życia chce spędzić w odosobnieniu, na rozmyślaniach i modlitwie. Mieszkał tam aż do swojej śmierci 31 grudnia 2022.
1 października 2023 papież Franciszek postanowił przywrócić działalność w klasztorze zakonnic klauzurowych i zaprosił do zamieszkania w nim benedyktynki z opactwa św. Scholastyki w Victorii, w Argentynie. Zakonnice zamieszkały w klasztorze z początkiem stycznia 2024.

## Wnętrze klasztoru
Główny budynek jest trzykondygnacyjny. W okresie funkcjonowania klasztoru na parterze mieściły się refektarz, kuchnia, spiżarnia, izba chorych, archiwum i biuro. Na dwóch piętrach było 12 cel dla zakonnic, a na dachu taras z widokiem na bazylikę św. Piotra. W klasztorze jest również biblioteka. W dobudowanym skrzydle znajdowała się portiernia, chór oraz kaplica. Obok zespołu budynków jest ogród, w którym mniszki uprawiały cytrusy i warzywa dla siebie oraz na stół papieski. Jedynym miejscem, do którego wstęp miały osoby z zewnątrz była kaplica.
Przed śmiercią emerytowany papież Benedykt XVI miał do dyspozycji pomieszczenia o łącznej powierzchni 450 m², wśród których były m.in. pokój do pracy i biblioteka.